# Indiranagar, Pavagada
Indiranagar là một làng thuộc tehsil Pavagada, huyện Tumkur, bang Karnataka, Ấn Độ.